# Massimo Mauti
Massimo Mauti (Roma, 25 gennaio 1960) è un ex calciatore italiano, di ruolo centrocampista.

## Carriera
Formatosi nel Gruppo Sportivo Calcio Banco di Roma, passa nel 1977 al Varese con cui militerà sino al 1982 esclusa una parentesi al Cosenza nella Serie C2 1978-1979, con cui ottenne l'undicesimo posto del Girone D.
Con i lombardi vincerà il Girone A della Serie C1 1979-1980 ottenendo la promozione in cadetteria. In seconda serie con i biancorossi militerà due stagioni, sfiorando la promozione nell'annata 1981-1982, chiusa al quarto posto a due punti dal Pisa, ultima delle promosse.
Nel 1982 passa al Perugia, con cui disputerà altre due stagioni in Serie B.
Nel 1984 è ingaggiato dal Genoa, club nel quale giocherà altre due stagioni in cadetteria, esordendovi il 16 settembre 1984 nella sconfitta esterna dei liguri per 2-1 contro il Varese.
La stagione 1986-1987 la gioca tra le file del Campobasso, club con cui retrocede in terza serie dopo aver perso gli spareggi salvezza con Taranto e Lazio.
Nel 1987 passa alla Vis Pesaro, con cui ottiene l'ottavo posto del Girone A della Serie C1 1987-1988.
Dal 1988 gioca un biennio alL'Aquila, con cui sfiora la promozione in Serie C2 al termine del Campionato Interregionale 1988-1989, avendo ottenuto il secondo posto del Girone H a due punti dal promosso Ostia Mare.
Mauti gioca al Kroton la sua ultima stagione agonistica, disputando il Girone D quarta serie, retrocedendo in Interregionale.
In carriera ha totalizzato complessivamente 187 presenze e 16 reti in Serie B, mentre non è mai riuscito a esordire in Serie A.

## Palmarès
- Serie C1: 1

Varese: 1979-1980 (girone A)